# Gunder Bengtsson
Pour les articles homonymes, voir Bengtsson.
Gunder Bengtsson, né le 2 février 1946 à Torsby en Suède et mort le 2 août 2019 à Härjedalen, est un entraîneur de football suédois.

## Carrière
Gunder Bengtsson commence sa carrière comme assistant de Sven-Göran Eriksson à l'IFK Göteborg avec qui il remporte la Coupe UEFA en 1982. À la suite du départ d'Eriksson pour Benfica, il devient entraîneur principal durant quelques mois. Il s'en va ensuite en Norvège, devenant entraîneur de Vålerenga, avec qui il remporte le championnat de Norvège en 1983 et en 1984.
Il redevient ensuite entraîneur de Göteborg entre 1985 et 1987, remportant notamment la Coupe UEFA en 1987. Il s'en va ensuite pour le Panathinaïkos pour la saison 1988-1989.
Il est nommé entraîneur du Feyenoord Rotterdam, alors en difficulté, en décembre 1989. Malgré ses efforts, le club termine la saison à une décevante 11e place. Sa deuxième saison au club s'avère également décevante et il finit par être renvoyé en mars 1991.
Après son passage à Feyenoord, il devient l'entraîneur de l'Örgryte IS en 1992, puis brièvement du PAOK Salonique en 1996 et de l'Apollon Limassol en 1997.
Il est nommé entraîneur du club norvégien de Molde FK en 2001. Il est renvoyé en 2003 à la suite d'une série de mauvais résultats, et décide de prendre sa retraite à cette occasion.

## Palmarès
- IFK Göteborg
  - Championnat de Suède
    - Vainqueur : 1983

  - Coupe UEFA
    - Vainqueur : 1987

- Vålerenga
  - Championnat de Norvège
    - Vainqueur : 1983 et 1984

- Panathinaïkos
  - Coupe de Grèce
    - Vainqueur : 1988 et 1989

  - Supercoupe de Grèce
    - Vainqueur : 1988